# Africa Cup 1B 2012
La Africa Cup 1B del 2012 se disputó entre 4 equipos en Antananarivo, capital de Madagascar.
Los partidos se llevaron a cabo en el Estadio Municipal de Mahamasina.

## Equipos participantes
- Selección de rugby de Madagascar (Les Makis)
- Selección de rugby de Marruecos (Leones del Atlas)
- Selección de rugby de Namibia (Welwitschias)
- Selección de rugby de Senegal (Lions de la Téranga)

## Play off
|  | Semifinales | Semifinales |         |            | Final        | Final        |  |
|  |             |             |         |            |              |              |  |
|  |             |             |         |            |              |              |  |
|  | Madagascar  | 35          |         |            |              |              |  |
|  | Madagascar  | 35          |         |            |              |              |  |
|  | Marruecos   | 28          |         |            |              |              |  |
|  | Marruecos   | 28          |         | Madagascar | 57           |              |  |
|  |             |             |         | Madagascar | 57           |              |  |
|  |             |             | Namibia | 54         |              |              |  |
|  | Namibia     | 20          | Namibia | 54         |              |              |  |
|  | Namibia     | 20          |         |            |              |              |  |
|  | Senegal     | 18          |         |            | Tercer lugar | Tercer lugar |  |
|  | Senegal     | 18          |         |            | Tercer lugar | Tercer lugar |  |
|  |             |             |         |            |              |              |  |
|  |             |             |         |            | Marruecos    | 25           |  |
|  |             |             |         |            | Marruecos    | 25           |  |
|  |             |             |         |            | Senegal      | 26           |  |
|  |             |             |         |            | Senegal      | 26           |  |
|  |             |             |         |            |              |              |  |

## Semifinales
| 4 de julio | Madagascar | 35 - 28 | Marruecos |  |  |
|            |            | Reporte |           |  |  |

| 4 de julio | Namibia | 20 - 18 | Senegal |  |  |
|            |         | Reporte |         |  |  |

## Tercer puesto
| 8 de julio | Marruecos | 25 - 26 | Senegal |  |  |
|            |           | Reporte |         |  |  |

## Final
| 8 de julio | Madagascar | 57 - 54 | Namibia |  |  |
|            |            | Reporte |         |  |  |

| Bandera de Madagascar               |
| Campeón de Africa Cup 1B Madagascar |
| Primer título                       |